# Гутище (Корюковский район)
Гу́тище (укр. Гутище) — село в Корюковском районе Черниговской области Украины. Население 18 человек. Занимает площадь 0,131 км². Расположено на реке Журавка.
Код КОАТУУ: 7422487503. Почтовый индекс: 15335. Телефонный код: +380 4657.

## Власть
Орган местного самоуправления — Рейментаровский сельский совет. Почтовый адрес: 15335, Черниговская обл., Корюковский р-н, с. Рейментаровка, ул. Шевченко, 6.